# Ditfurt
Ditfurt là một đô thị ở huyện Harz, Saxony-Anhalt, nước Đức.
Đô thị này có diện tích 23,72 km2, dân số cuối năm 2006 là 1817 người.